# Biegi uliczne

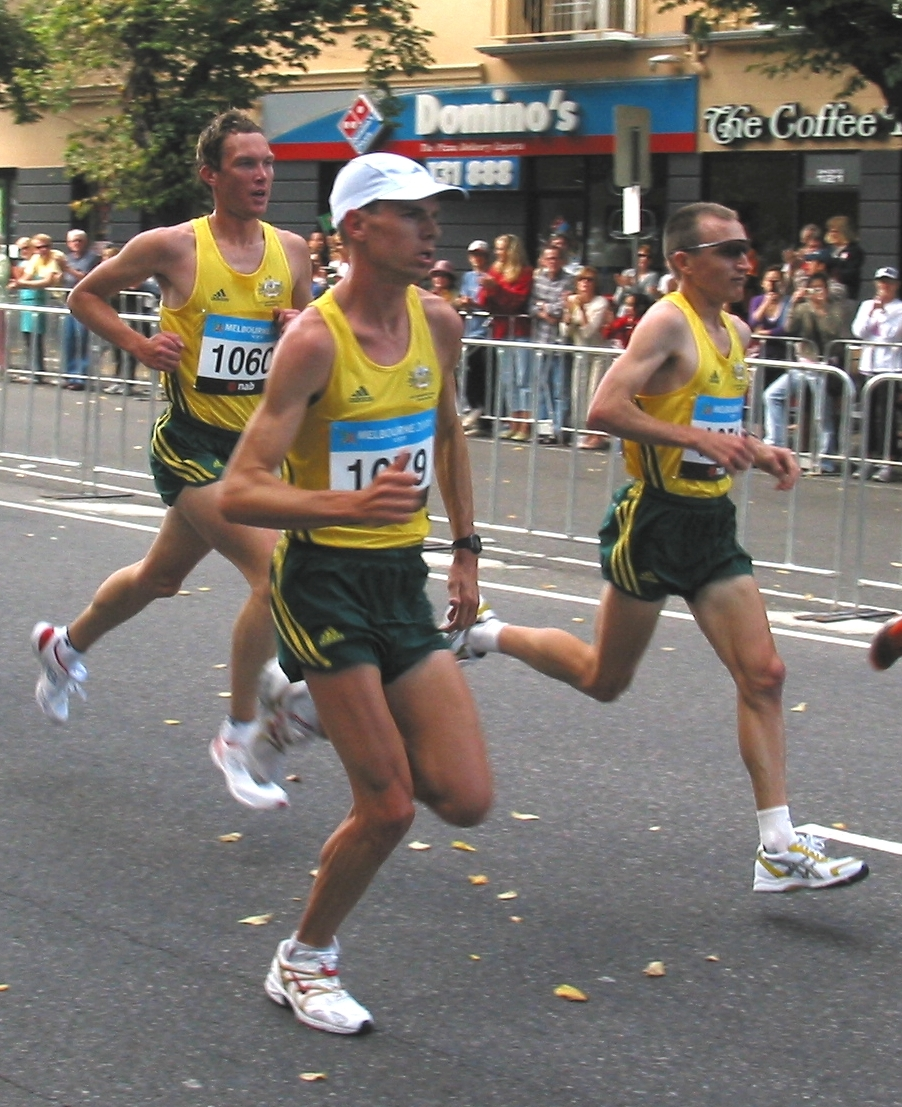
Maraton uliczny w Melbourne, 2006

Biegi uliczne – biegi rozgrywane na ulicach miast, w których zwykle udział mogą wziąć także amatorzy. Rozgrywane są na dystansach od kilkuset metrów do 100 kilometrów. W przeciwieństwie do biegów na stadionie, obuwie nie może być wyposażone w kolce. 
Biegi uliczne to prosta i tania forma masowego uprawiania sportu. Rozgrywane są biegi przedszkolaków, szkolne, weteranów. Coraz powszechniejsze stają się biegi organizowane specjalnie dla kobiet. Biegi uliczne od wielu lat cieszą się wielką popularnością na całym świecie. W wielu miastach powstały stowarzyszenia biegaczy popularyzujące tę formę rekreacji. Do największych należą: nowojorski New York Road Runners Club i berliński SCC.